# Jan II van Harcourt
Jan II van Harcourt bijgenaamd de Dappere (circa 1240 - 21 december 1302) was van 1288 tot aan zijn dood heer van Harcourt en baron van Elbeuf. Hij behoorde tot het huis Harcourt.

## Levensloop
Jan II was de zoon van heer Jan I van Harcourt en diens echtgenote Alix van Beaumont, dochter van Jan van Beaumont-Gâtinais, grootkamenier van Frankrijk. In 1288 volgde hij zijn vader op als heer van Harcourt.
Hij was een van de grote edelen in de entourage van de Franse koningen Filips III en Filips IV. In 1270 nam hij deel aan de Achtste Kruistocht naar Tunis. Later maakte hij in Sicilië deel uit van het gevolg van Karel van Anjou. In 1283 werd hij tot maarschalk van Frankrijk benoemd en in 1285 begeleidde hij koning Filips III bij de Aragonese Kruistocht. 
Toen Filips IV in 1295 een oorlog tegen Engeland wilde beginnen, trad Jan II terug als maarschalk van Frankrijk. In plaats daarvan werd hij admiraal van Frankrijk. In deze functie leidde hij de Franse vloot naar Dover, dat hij kon innemen en liet platbranden. In 1302 begeleidde hij Karel van Valois naar Sicilië, waar hij de gendarmerie leidde. Kort na zijn terugkeer in Frankrijk stierf Jan II in december 1302. Hij werd bijgezet in het park van het kasteel van Harcourt.

## Huwelijken en nakomelingen
Eerst huwde Jan II met Agnes, dochter van hertog Ferry III van Lotharingen. Het huwelijk bleef kinderloos.
Rond 1275 huwde hij met zijn tweede echtgenote, burggravin Johanna van Châtellerault (overleden in 1315). Ze kregen volgende kinderen:
- Jan III (overleden in 1329), heer van Harcourt
- Johanna, huwde met baron Hendrik IV van Avaugour
- Margaretha, huwde met heer Robert van Boulainvillers